# Trichodontidae
Die Trichodontidae sind eine Fischfamilie aus der Gruppe der Barschverwandten, die mit nur zwei Arten im nördlichen Pazifik vorkommt. Sie wurden traditionell den Drachenfischen (Trachinoidei) zugeordnet, gehören aber nach neueren Analysen zu den Groppenverwandten.

## Merkmale
Beide Arten der Familie werden maximal 30 Zentimeter lang. Sie haben einen seitlich zusammengedrückten, hochrückigen und schuppenlosen Körper und ein großes, obenständiges Maul. Die Seitenlinie liegt hoch am Körper und folgt dem Lauf der zwei Rückenflossen. Die Brustflossen sind groß. Eine Schwimmblase fehlt.
Flossenformel: Dorsale 1 VIII-XVI, Dorsale 2 0-I/12-20, Anale 0-I/28-32.

## Lebensweise
Die Fische sind nachtaktiv und tagsüber meist halb in den sandigen oder schlammigen Bodengrund eingegraben. Sie halten sich in Tiefen bis 400 Metern auf. Trichodontidae ernähren sich von kleinen Wirbellosen.

## Gattungen und Arten
- Arctoscopus Jordan & Evermann, 1896
  - Japanischer Sandfisch (Arctoscopus japonicus (Steindachner, 1881)), Japanisches Meer, Ochotskisches Meer, Aleuten.
- Trichodon Tilesius, 1813
  - Trichodon trichodon (Tilesius, 1813), Küste von Kamtschatka, Aleuten, Alaska bis Kalifornien.